# Fakt (Zeitung)
Fakt ist der Name einer überregionalen polnischen, täglich erscheinenden Boulevardzeitung. Sie wird seit Oktober 2003 von der polnischen Tochtergesellschaft des deutschen Axel-Springer-Konzerns Ringier Axel Springer Polska herausgegeben.

## Auflage und Format
Sie erschien 2009 in einer durchschnittlichen Druckauflage von 638.000 Exemplaren, von denen 467.000 Exemplare (Stand: Mittel aus April und Mai 2009) verkauft werden und ist somit Marktführer unter den Tageszeitungen, noch vor der Gazeta Wyborcza oder der Rzeczpospolita. Chefredakteurin ist Katarzyna Kozłowska. 2011 betrug die durchschnittliche verkaufte Auflage 394.460.
Fakt hat montags 32 Seiten und dienstags bis samstags 24 Seiten. Das Blatt kostet 1,00 PLN (donnerstags 1,50 PLN), weshalb ihm der Boulevardkonkurrent Super Express kurz nach dem Start vorwarf, das Blatt unter Produktionskosten zu verkaufen und gegen den Preis klagte. Nachdem Super Express die Klage verloren hatte, senkte es seinen Preis ebenfalls auf 1,00 PLN. Fakt hat ein Format von 252 × 339 mm und orientiert sich an der konzernnahen Bild-Zeitung. Fakt räumt häufig Politikern aus dem In- und Ausland Raum für Gastbeiträge ein. Zu den regelmäßigen Gastautoren gehören die Fernsehjournalisten Tomasz Lis und Kamil Durczok, der ehemalige Premierminister Kazimierz Marcinkiewicz und der ehemalige Kolumnist der Rzeczpospolita Maciej Rybiński.

## Buchvertrieb
Ähnlich wie Bild gibt auch Fakt preisgünstige Bücher heraus, die sich an ein Massenpublikum richten. Thema bisher erschienener Titel waren die Päpste Johannes Paul II. (Ojciec nasz) und Benedikt XVI. (Benedykt XVI), polnische Wallfahrtsstätten (Sanktuaria Polskie), und der Zweite Weltkrieg (Historia II wojny światowej). Ferner ist bei Fakt die Bibel mit Farbillustrationen großer Meister erschienen (Biblia, Aufmachung identisch mit der Volksbibel von Bild).